# Piccolo dodecaedro troncato stellato
In geometria, il piccolo dodecaedro troncato stellato è un poliedro stellato uniforme avente 24 facce - 12 pentagonali e 12 a forma di decagramma - 90 spigoli e 60 vertici.

## Coordinate cartesiane
Le coordinate cartesiane per i vertici del piccolo dodecaedro troncato stellato sono date da tutte le permutazioni di:
{\displaystyle \left(\,\pm \varphi ,\,\pm (2-\varphi ),\,\pm (2-\varphi )\,\right)}
e da tutte le permutazioni pari di:
{\displaystyle \left(\,0,\,\pm 1,\,\pm (3-\varphi )\,\right)}
{\displaystyle \left(\,\pm 1,\,\pm (\varphi -1),\,\pm (\varphi -1)\,\right)}
dove {\displaystyle \varphi ={\tfrac {1+{\sqrt {5}}}{2}}} è la sezione aurea.

## Poliedri correlati
Il piccolo dodecaedro troncato stellato, spesso indicato con il simbolo U58, ha la stessa disposizione di vertici del rombicosidodecaedro, suo inviluppo convesso, del piccolo dodecicosidodecaedro, del piccolo rombidodecaedro e di due poliedri composti uniformi, ossia il composto di sei prismi petagrammici e il composto di dodici prismi petagrammici.
| Rombicosidodecaedro                  | Piccolo dodecicosidodecaedro        | Piccolo rombidodecaedro                |
| Piccolo dodecaedro troncato stellato | Composto di sei prismi petagrammici | Composto di dodici prismi petagrammici |

### Grande pentacisdodecaedro
Il grande pentacisdodecaedro è un poliedro stellato isoedro, nonché il duale del piccolo dodecaedro troncato stellato, avente per facce 60 triangoli isosceli.
Dato un piccolo dodecaedro troncato stellato di spigolo pari a 1, immaginando il grande pentacisdodecaedro come composto da 60 facce intersecanti a forma di triangolo isoscele, come riportato nella figura sottostante, di cui solo una parte visibile all'esterno del solido, le facce risultanti hanno una coppia di angoli uguali di ampiezza pari a {\displaystyle \arccos({\frac {1}{2}}-{\frac {1}{5}}{\sqrt {5}})\approx 86,974\,155\,491\,04^{\circ }} e l'angolo al vertice di ampiezza pari a {\displaystyle \arccos({\frac {1}{10}}+{\frac {2}{5}}{\sqrt {5}})\approx 6,051\,689\,017\,91^{\circ }}, con la base di lunghezza pari a {\displaystyle {\frac {3{\sqrt {5}}-5}{2}}\approx 0,85410} e i due lati uguali di lunghezza pari a {\displaystyle 5{\frac {1+{\sqrt {5}}}{2}}\approx 8,09017}.